# Patricia Faesslerová
Patricia Faesslerová (nepřechýleně Patricia Faessler; * 12. listopadu 1974, Curych) je švýcarská modelka a fotografka.

## Životopis
Patricia Faesslerová začala ve čtyřech letech navštěvovat hodiny baletu a divadla na renomované Zurišské taneční a divadelní škole v Metzenthinu. Faesslerová vyrostla ve vícejazyčné rodině v Bruselu (Belgie). Ve volném čase se tehdy 16letá věnovala modelingu.

### Kariéra modelky
V roce 1991 byla Faesslerová jednou z deseti finalistek Elite Model Look of the Year a získala svou první kampaň pro švýcarskou oděvní společnost Tally Weijl. O dva roky později Faesslerová vyhrála titul Miss Švýcarsko a následující rok skončila šestá v soutěži Miss Universe na Filipínách. Následovalo focení v novém bydlišti Faesslerové, Paříži, a také v Miláně, Londýně a New Yorku pro dámské časopisy jako Harper's Bazaar nebo Cosmopolitan a módní značky jako Lacoste, Max Mara, L'Oréal a Romeo Gigli. V devadesátých letech byla Faesslerová tváří dermatologické skupiny Louis Widmer. Kampaň probíhala ve 42 zemích.
V roce 2009 vydavatelství Label Hammett najalo P. Faesslerovou pro kampaň v Hollywoodu.

### Fotografický projekt
V roce 2006 začala Faesslerová fotografovat sama sebe a rozvinula samostudium s fotoaparátem a zrcadlem. Cultural Espace Ample Barcelona  zahrnul Faesslerovou do skupinové výstavy jedenácti umělců a vystavil díla z jejího sebepozorování. 

### Studium
V roce 2010 Faesslerová dokončila magisterské studium aplikované etiky na univerzitě v Curychu.

### Osobní angažovanost

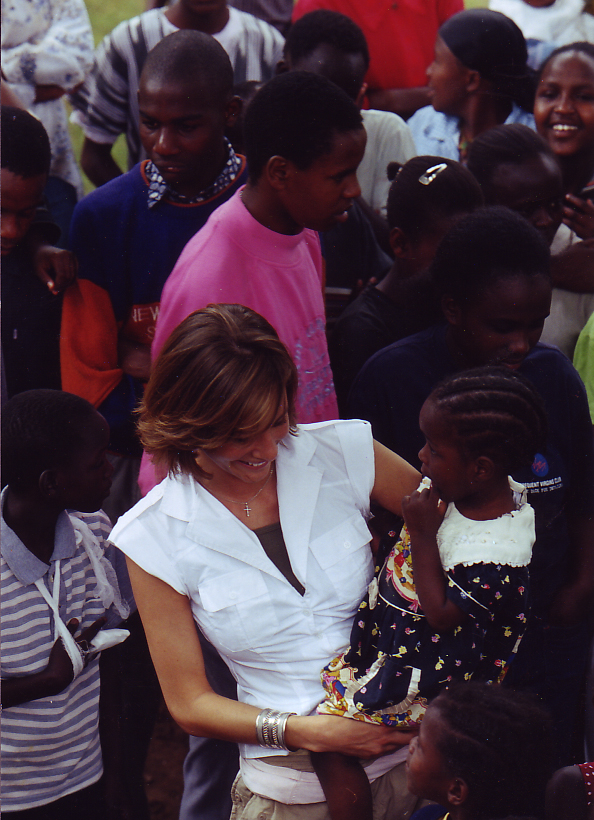
Patricia Faesslerová v roce 2001 v Nairobi v Keni

Patricia Faesslerová se angažuje v sociálních projektech, jako je švýcarská humanitární organizace IDEM („Ve službách bližního člověka“, dětská nemocnice v Curychu). Organizuje workshopy a semináře ve školách a dívčích institucích na téma „výběr krásy". Je také ředitelkou mezinárodních vztahů v organizaci Dance 4 Africa, která se zabývá vzděláváním afrických dětí a ochranou nomádských národů.

## Výstavy
- Appletree 2009, Foto 2007, přehlídka švýcarské fotografie. 27. prosince – 30. prosince 2007
- Sochařství a fotografie 2008, Glass Inspiration, Galerie Franz Gertsch Museum, Burgdorf, Švýcarsko. 12. října 2008 – 8. února 2009
- Dools 2009, Kunsträume Zermatt, Švýcarsko. 28. února 2009 – 25. března 2009, samostatná výstava
- Vanity 2009 Espace, Cultural Ample, Barcelona, Španělsko. 4. srpna 2009 – 27. října 2009, Výstava spolupráce